# Ellen Muth
Ellen Anna Muth ( Milford, Connecticut, Estados Unidos, 6 de marzo de 1981) es una actriz estadounidense conocida por su papel de Georgia Lass en Tan muertos como yo.

## Biografía
Ellen nació en el estado de Connecticut. Hija de Erich y Rachel Muth, no mostró una gran pasión por las artes escénicas hasta los diez años, edad en la que se inscribió en una escuela de teatro. Su madre Rachel la acompañó a todos los castings y audiciones hasta los 18 años. 
A los 14 años le ofrecieron su primer papel en la película basada en la novela de Stephen King, Dolores Claiborne. En esa película la acompañaban en el reparto Kathy Bates y Jennifer Jason Leigh.
Tras este papel, Ellen ha participado en distintas películas y telenovelas.
También ha trabajado como modelo para las agencias Ford Models y Rascal´s Agency. Ha hecho anuncios de televisión. Aunque se trasladó a Nueva York para seguir sus estudios como actriz.
Aunque su papel más notable ha sido en la serie de televisión Tan muertos como yo, en la que interpreta a Georgia Lass, una chica de 18 años que muere al ser alcanzada por un retrete de la Estación Espacial Rusa, MIR.

## Carrera Cinematográfica
| Título                                                          | Personaje             | Año       |
| --------------------------------------------------------------- | --------------------- | --------- |
| Dolores Claiborne                                               | Selena                | 1995      |
| Ley y Orden (serie de televisión)                               | Adele Green           | 1997      |
| Por amor                                                        | Rachel                | 1998      |
| The Young Girl And The Monsoon                                  | Constance             | 1999      |
| La verdad sobre Jane                                            | Jane                  | 2000      |
| Cora Unashamed                                                  | Jessie Studevant      | 2000      |
| The Beat (serie de televisión)                                  | Jacqueline Hutchinson | 2000      |
| Ley y Orden: Unidad de víctimas especiales(serie de televisión) | Elaine Harrington     | 2000      |
| Normal Ohio                                                     | Dana Le Tour          | 2000      |
| Gentleman´s Game                                                | Mollie Kildruff       | 2001      |
| Lluvia                                                          | Jenny                 | 2001      |
| Superfire                                                       | Jill Perkins          | 2002      |
| Two Against Time                                                | Emma Portman          | 2002      |
| Tan muertos como yo                                             | Georgia "George" Lass | 2003-2004 |
| Dead Like Me: Life After Death                                  | Georgia "George" Lass | 2009      |